# Bläcktjärnen (Mangskogs socken, Värmland)
Bläcktjärnen är en sjö i Arvika kommun i Värmland och ingår i Göta älvs huvudavrinningsområde.